# Zacatelco
|  | Per a altres significats, vegeu «Zacatelco (municipi)». |

Zacatelco és una ciutat a l'estat mexicà de Tlaxcala, que forma part de l'àrea metropolitana de Puebla-Tlaxcala.
Va ser fundada oficialment per Agustín Castañeda l'1 de desembre de 1529. Se situa a l'altiplà mexicà, a 2.210 metres sobre el nivell del mar, sent una de les ciutats més altes de Mèxic. Zacatelco ha passat per un procés d'urbanització que ha donat lloc a una modificació del seu perfil de població, a causa del creixement i la concentració de la població i l'activitat industrial.
Domingo Arenas va crear a Zacatelco el primer Comitè Agrari de Mèxic el 1915. La ciutat es coneix també com a «Cor del Sud».